# ریموند کالا
ریموند کالا (انگلیسی: Raymond Kalla؛ زادهٔ ۲۲ آوریل ۱۹۷۵) یک بازیکن فوتبال بازنشسته اهل کامرون است.
از باشگاه‌هایی که در آن بازی کرده‌است می‌توان به سیواس اسپور و بوخوم اشاره کرد.
وی همچنین در تیم ملی فوتبال کامرون بازی کرده و در سه جام جهانی ۱۹۹۴، ۱۹۹۸ و ۲۰۰۲ به میدان رفته است.